# Храм Юпітера Статора
Храм Юпітера Статора (лат. Templum Iovis Statoris — «Храм Юпітера-Стримувача») — давньоримський храм, розташований біля підніжжя Палатинського пагорба в Римі. За римською легендою, його заснував перший цар Рима Ромул на честь обітниці, яку він склав під час битви між римлянами та сабінянами. Проте, схоже, що жодний храм на цьому місці не будувався до початку III століття до н. е.

## Легенда про заснування
Згідно з римською традицією, Храм Юпітера Статора був заснований Ромулом приблизно у 750 році до н. е. після битви в районі форуму проти сабінян, що відбулася після відомого викрадення сабінянок.
За переказами Тіта Лівія, битва біля Лакус Куртіус відбувалася в районі форуму між римлянами та сабінянами. Римляни під проводом Ромула були змушені відступати вгору по Священній дорозі (Via Sacra). Поблизу Порта Мугонія Ромул молився до Юпітера, даючи обітницю побудувати храм на тому місці, якщо бог зупинить наступ сабінян. Римлянам вдалося перегрупуватися та втриматися, уникнувши поразки.
Подібну історію Лівій розповідає про консула Марка Атілія Регула, який склав аналогічну обітницю в подібній ситуації, коли римляни програвали битву проти самнітів у 294 році до н. е. Вони чудом змогли перегрупуватися та втриматися проти ворога. Деякі дослідники вважають, що історія про раннє заснування Ромулом була пізнішою псевдотрадицією.

## Історичне значення
8 листопада 63 року до н. е. саме в цьому храмі, поблизу Палатинського пагорба, зібрався сенат, щоб вислухати консула Марка Туллія Ціцерона, який виголосив першу зі своїх знаменитих Катілінських промов проти свого ворога Луція Катіліни. Цей храм також був місцем, де Ціцерон уявляв себе через 19 років під час виголошення своєї Другої Філіппіки проти Марка Антонія, хоча ця промова насправді ніколи не була виголошена.
Храм був знищений у Великій пожежі Рима під час правління Нерона в липні 64 року н. е.

## Розташування
Письмові джерела розміщують храм безпосередньо перед брамою Палатинського пагорба, що веде до Священної дороги. Наприклад, Овідій згадує храм Статора, «який колись заснував Ромул перед входом на Палатинський пагорб». Однак точне розташування цієї брами, Порта Мугонія, невідоме з абсолютною точністю.
Існує значний консенсус щодо розташування храму поруч з Аркою Тіта на північному схилі Палатинського пагорба. Коли в 1827 році була знесена середньовічна вежа, з'явилися руїни давньої споруди, і ці залишки часто ідентифікують як фундамент храму.
Італійський археолог Філіппо Коареллі розміщує його ближче до форуму, між Храмом Антоніна та Фаустини і Базилікою Максенція, де стоїть Храм Ромула. Його аргументація базується на ході Священної дороги до будівництва Базиліки Максенція, відомих кордонах древніх адміністративних районів міста та літературних джерелах, що перелічують пам'ятки в кожному районі.

## Етимологія назви
Латинське слово Stator має два можливі значення: «той, хто стоїть» від неперехідного дієслова stō («я стою»), або «той, хто змушує когось стояти» від перехідного дієслова sistō («я примушую стояти»). Друге значення є правильним у цьому контексті. Оксфордський латинський словник перекладає це як «той, хто встановлює або підтримує».
Лівій пов'язує назву Статор з дієсловом sistō у молитві Ромула до Юпітера: «Забери страх у римлян і зупини їхню ганебну втечу; тут я даю обітницю храму тобі, Юпітеру-Стримувачу, щоб це було нагадуванням нащадкам, що місто було врятоване твоєю нинішньою допомогою».